# Discogobio
Discogobio és un gènere de peixos de la família dels ciprínids i de l'ordre dels cipriniformes.

## Taxonomia
- Discogobio antethoracalis (Zheng & Zhao, 2007)[3]
- Discogobio bismargaritus (Chu, Cui & Zhou, 1993)
- Discogobio brachyphysallidos (Huang, 1989)
- Discogobio caobangi (Nguyen, 2001)[4]
- Discogobio dienbieni (Nguyen, 2001)[5]
- Discogobio elongatus (Huang, 1989)
- Discogobio laticeps (Chu, Cui & Zhou, 1993)
- Discogobio longibarbatus (Wu a Wu, Lin, Chen, Chen & He, 1977)
- Discogobio macrophysallidos (Huang, 1989)
- Discogobio microstoma (Mai, 1978)
- Discogobio multilineatus (Cui, Zhou & Lan, 1993)
- Discogobio pacboensis (Nguyen, 2001)[5]
- Discogobio poneventralis (Zheng & Zhao, 2007)[6]
- Discogobio propeanalis (Zheng & Zhao, 2007)[3]
- Discogobio tetrabarbatus (Lin, 1931)
- Discogobio yunnanensis (Regan, 1907)[7][8][9][10][11][12]